# Adonisea perminuta
Adonisea perminuta là một loài bướm đêm trong họ Noctuidae.